# Gabriele Ferzetti
Gabriele Ferzetti, pseudònim artístic de Pasquale Ferzetti (Roma, 17 de març de 1925 - Ibídem, 2 de desembre de 2015) va ser un actor italià.

## Biografia
Va estudiar en l'Acadèmia d'Art Dramàtic de Roma, però va ser expulsat. Va ser actor de teatre, televisió i cinema; va intervenir en més de 120 pel·lícules. Va ser un dels astres italians amb més importància dels anys 1950 i 1960.
Gabriele Ferzetti va donar vida a Marc Ange Draco en la pel·lícula Al servei secret de la seva majestat de la saga de James Bond.
Va tenir una filla: Anna Ferzetti. Va ser guanyador del Premi David de Donatello al millor actor de repartiment.
Va morir el 2 de desembre de 2015, als 90 anys.

## Filmografia

### Cinema
- 1942, Via delle Cinque Lune
- 1942, Bengasi, non accreditato
- 1942, La contessa Castiglione
- 1948, I miserabili
- 1949, Rondini in volo
- 1949, Vespro siciliano
- 1949, Vertigine d'amore
- 1949, Fabiola
- 1949, Guglielmo Tell
- 1950, I falsari
- 1950, Sigillo rosso
- 1950, Lo zappatore
- 1950, Benvenuto reverendo!
- 1950, Barriera a Settentrione
- 1951, Core 'ngrato
- 1951, Gli amanti di Ravello
- 1951, Il Cristo proibito
- 1952, Inganno
- 1955, Las amigas
- 1960, La aventura
- 1965, Tres cuartos en Manhattan
- 1966, La Bíblia
- 1968, Gracias tía
- 1968, Escalation
- 1968, Érase una vez en el Oeste
- 1969, Las Vegas 1970
- 1969, Un bellísimo noviembre
- 1969, Al servicio secreto de su Majestad
- 1973, Hitler: Los últimos diez días
- 1974, El portero de noche
- 1987, Júlia i Júlia (Giulia e Giulia)

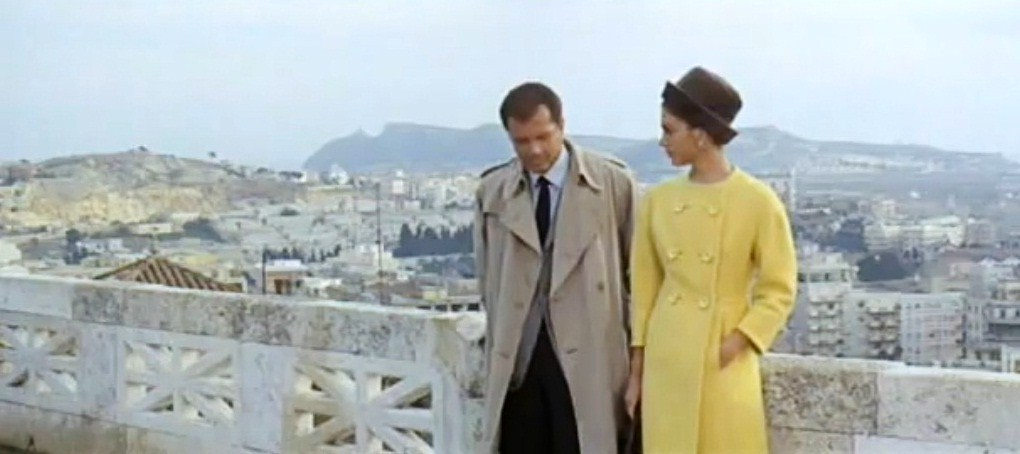
Catherine Spaak i Gabriele Ferzetti en 1963.

- 1988, Computron 22
- 1991, Caldo soffocante
- 1994, Il burattinaio
- 1995, Otel·lo (Othello)
- 1997, Porzûs
- 1997, Con rabbia e con amore
- 2003, L'avvocato De Gregorio
- 2003, Perduto amor
- 2005, Concorso di colpa
- 2009, Yo soy el amor
- 2010, Diciotto anni dopo

### Televisió
- 1966, I Spy sèrie de televisió

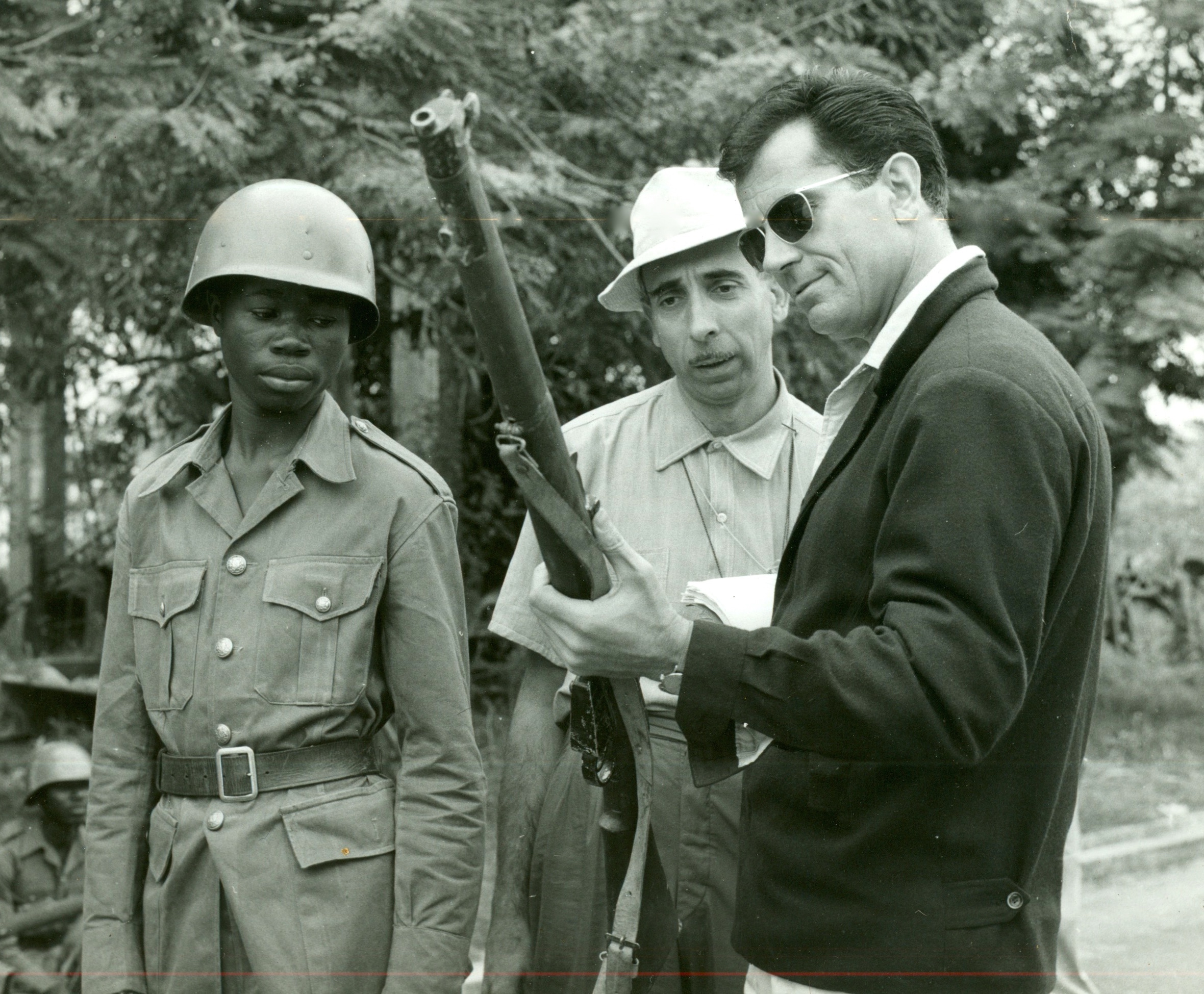
Giuseppe Aquari i Gabriele Ferzetti en 1963.

- 1967, Dossier Mata Hari, regia di Mario Landi
- 1973, Divorzia lui divorzia
- 1975, Un uomo curioso
- 1978, A torto e a ragione
- 1979, I vecchi e i giovani
- 1982 Quasi quasi mi sposo
- 1983 Púrpura y negro
- 1983 Delitto e castigo
- 1983 Le ambizioni sbagliate
- 1985 Quo vadis?
- 1986 Follia amore mio
- 1987 La voglia di vincere
- 1988 Due fratelli
- 1988 Gli angeli del potere
- 1989 La vuelta al mundo en 80 días
- 1990 Departamento de Emergencias
- 1990 Una fredda mattina di maggio
- 1990 Voyage of Terror: The Achille Lauro Affair
- 1991 Nero come il cuore
- 1992 Die Ringe des Saturn
- 1992 Il coraggio di Anna
- 1993, Delitos privados
- 1994, Natale con papà
- 1997, Un prete tra noi
- 1998, Il cielo sotto il deserto
- 2002, Le ragazze di Miss Italia
- 2005, Callas e Onassis
- 2006, Juan Pablo I, la sonrisa de Dios
- 1992-2007, Une famille formidable sèrie de televisió